# Agromyza humuli
Agromyza humuli este o specie de muște din genul Agromyza, familia Agromyzidae, descrisă de Erich Martin Hering în anul 1924.
Este endemică în Germania. Conform Catalogue of Life specia Agromyza humuli nu are subspecii cunoscute.